# اسپندارهای تاج‌گرد
اسپندارهای تاج‌گِرد (نام علمی: Stephanocereus) نام یک سرده از تبار اسپندارتباران است.